# 野良犬のブルース
『野良犬のブルース』（のらいぬのブルース）は、千葉真一の楽曲。

## 解説
千葉真一がキングレコード移籍後、6曲目のシングル。主演映画の主題歌・挿入歌ではなく、リリースされた。

## 収録曲
SIDE-A
- 野良犬のブルース（3分53秒）
作詞 - 木下龍太郎、作曲 - 大川晃由、編曲 - 高田弘[1]

SIDE-B
- 白い月の浜辺（2分54秒）
作詞 - なかにし礼、作曲 - 国枝幸三、編曲 - 高田弘[1]

伴奏
- キング・オーケストラ[1]

## 形式・製作
※ライナーノーツより。
- 盤式 - EP（2曲とも45回転）
- ライナーノーツ - 4ページ
- 規格番号 - BS-1402
- 録音日 - 1971年4月9日
- 発売価格 - ￥400
- 音楽レーベル - キングレコード